# Malagueña salerosa
Malagueña salerosa, ou somente La malagueña, é uma canção popular mexicana que ganhou notoriedade a partir de 1947, sendo atribuída aos compositores Elpidio Ramírez e Pedro Galindo Galarza. Conhecida internacionalmente, a canção foi registrada em pouco mais de 200 regravações por artistas dos mais diversos gêneros musicais. Apesar da atribuição a Ramírez e Galarza, sua autoria é contestada por outros autores que defendem a canção como de domínio público. 

## Autoria
Malagueña salerosa é atribuída aos compositores huastecos Elpidio Ramírez e Pedro Galindo, publicada pela Peer International em 1947, apesar do compositor mexicano Nicandro Castillo questionar a validade desta autoria. Castillo afirma que: 
| “ | O assunto é controverso por Nicandro Castillo escreveu que diversas melodias huastecas, que em décadas passadas eram conhecidas como huapangos, compostas por Elpidio Ramírez, Roque Ramírez e Pedro Galindo, eram na realidade canções anônimas como no caso de "Cielito Lindo" e "La Malagueña", que como outras canções, estavam em domínio público, compostas muito antes da construção da catedral de Huejutla. | ” |

No entanto, entidades reguladoras de direitos autorais no México asseguram que Galindo e Ramírez sejam os autores incontestáveis da obra:
| “ | La malagueña, canção que Pedro Galindo criou em co-autoria com Elpidio Ramírez Burgos, têm sido uma das canções mais reconhecidas mundialmente, participando recentemente da trilha sonora do filme Kill Bill, de Quentin Tarantino, e uma das melhores regravações pelo grupo Chingon. | ” |

## Letra
| Letra original Qué bonitos ojos tienes Debajo de esas dos cejas Qué bonitos ojos tienes | Tradução livre em português Que bonitos olhos tens Debaixo dessas duas sobrancelhas Que bonitos olhos tens |

## Versões notórias
- Lila Downs em Azulao: En vivo con Lila Downs (1996)
- Eddie Palmieri em El Rumbero del Piano (1998)
- Nana Mouskouri em Côté Sud, Côté Coeur (1998)
- Plácido Domingo em 100 años de Mariachi (1999)
- Chingon em Mexican Spaghetti Western (2004)
- Chitãozinho & Xororó em Vida Marvada (2006)
- Carlos Rivera em Mexicano (2010)
- Roberto Alagna em Pasión (2011)
- Estela Núñez em Estela Núñez con Mariachi (2012)
- Gaby Moreno em Ilusiones (2016)
- Avenged Sevenfold em The Stage (2017)
- Juan Diego Flórez em Bésame Mucho (2018)